# Johan de Wal

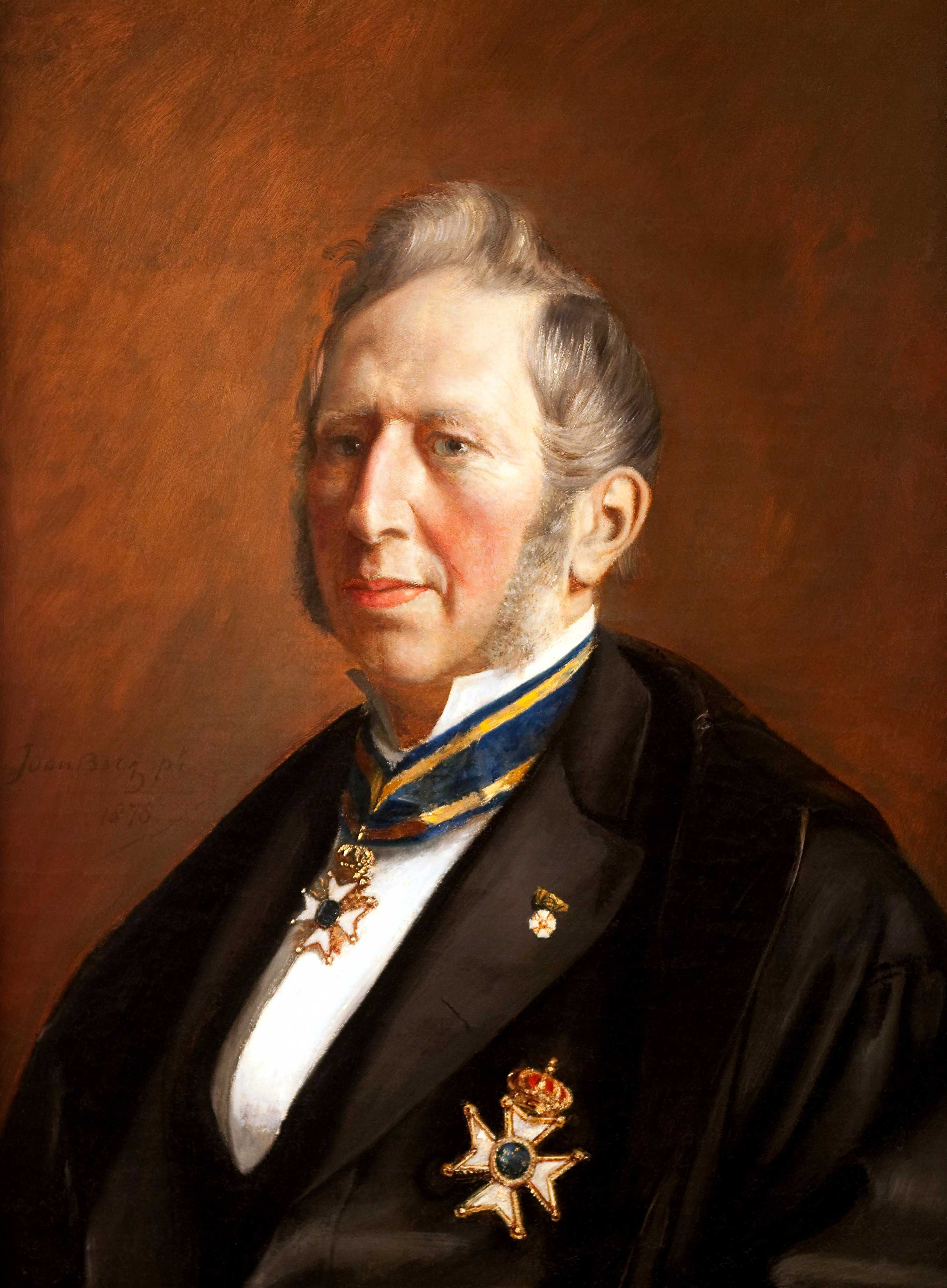
Johan de Wal

Johan de Wal auch: Jan de Wal (* 3. April 1816 in Franeker; † 8. Februar 1892 in Arnhem) war ein niederländischer Strafrechtler und Rechtshistoriker.

## Leben
Johan war der Sohn des Rechtsprofessors an der Universität Groningen Gabinus de Wal (1785–1833) und dessen Frau Jetske Meinardina Coulon (* 5. Dezember 1795 in Leeuwarden; † 11. April 1830 in Groningen), Tochter des Julius Vitringa Coulon und dessen Frau Tetje Jongsma. Ab 1832 studierte er an der Universität Groningen und promovierte dort am 20. März 1839 mit der Abhandlung Disquisitio historica de juris civilis docenti discendique via apud Romanos, pars prior argumenti explicationem contenens usque ad liberae reipublicae interitum. Danach wurde er Advokat in Assen und Adjunkt der Kommission des provinziellen Gouvernats von Drenthe. Ab 1841 wirkte er als substituierter Staatsanwalt in Winschoten, war in gleicher Tätigkeit 1843 in Leiden tätig, 1845 wurde er Steueranwalt bei dem hohen Militärgerichtshof in Utrecht und 1848 Generalsekretär für innere Angelegenheiten.
Am 28. Juli 1848 wurde er per königlichen Beschluss zum Professor der Rechte an die Universität Leiden berufen. Sein Lehrauftrag umfasste die Enzyklopädie und Methodologie des Rechts, den Ursprung und die Entwicklung des Rechts bei germanischen Völkern, unter Einschluss der Geschichte des niederländischen Rechts. Am 28. Oktober 1848 hatte er in Leiden seine Einführungsrede gehalten und beteiligte sich als Professor auch an den organisatorischen Aufgaben der Hochschule. So war er 1850/51 sowie 1860/61 Rektor der Alma Mater. De Wal war von 1870 bis 1886 Vorsitzender der Staatskommission für das Gesetzbuch des Strafrechts der Niederlande und von 1858 bis 1862 Vorsitzender der Gesellschaft der niederländischen Literatur in Leiden. Am 24. März 1855 wurde er Mitglied der königlich niederländischen Akademie der Wissenschaften. Er wurde auch Mitglied vieler anderer Gelehrtengesellschaften.
Zudem wurde er Ritter des Ordens vom niederländischen Löwen. Auch ist er als Autor in der „Allgemeinen Deutschen Biographie“ in Erscheinung getreten. Seine Bedeutung liegt vor allem auf dem Gebiet der Entwicklung des niederländischen Strafrechts und als Autor auf dem Gebiet historischer Rechtsthemen. Am 5. November 1870 wurde er per königlichen Beschluss emeritiert und schied am 1. Januar 1871 aus seiner Professur. Am 28. Februar 1871 wurde er in den hohen Rat der Niederlande berufen. 1877 wurde seine umfangreiche Bibliothek von der königlichen Bibliothek angekauft. Seine letzten Lebensjahre verbrachte er in Arnhem, wo er schließlich verstarb.
Johan de Wal hatte sich am 10. Juni 1841 in Assen mit Joanna Petronella Servatius (* 29. August 1820 in Zuidlaren; † 27. Dezember 1891 in Arnhem), Tochter des Steuerinspektors und Bürgermeisters Nicolaas Gerard Servatius (* 28. April 1793 in Coevorden; † 15. Mai 1870 in Assen) und dessen Frau Charlotta Gerardina van Swinderen (* 26. März 1798 in Paterswolde; † 26. Juni 1858 in Leiden), verheiratet.

## Werke (Auswahl)
- Peter de Groote: Treurspel. Groningen 1836 (Online)
- Vrouwelijk leven. Uitgegeven ten voordeele der noodlijdenden binnen de stadt Groningen. 1838
- Disquisitio historica de juris civilis docenti discendique via apud Romanos, pars prior argumenti explicationem contenens usque ad liberae reipublicae interitum. Groningen 1839 (Online)
- Aanteekeningen en bedenkingen op het ontwerp van een Wetboek van Strafregt voor het Koningrijk der Nederlanden. Assen 1839, 1. Bd., (Online), Groningen 1842, 2. Bd. (Online)
- Ter gedachtenis van E. Roelants. 1839 (Online)
- Bijdragen tot de geschiedenis en oudheden van Drenthe. Groningen 1842 (Online)
- De Moedergodinnen: eene oudheidkundig-mythologische verhandeling. Leiden 1846 (Online)
- Over de beoefening der nederlandsche mythologie, naar aanleiding der jongste tot dat onderwerp betrekkelijke Geschriften. Utrecht 1847 (Online)
- Mythologiae septentrionalis monumenta epigraphica latina. Utrecht 1847 (Online)
- Lex Frisionum, Lex Angliorum et Werinorum. Amsterdam und Leiden, 1850 (Online)
- De Deensche veldoverste Hendrik Ruse, een geboren Drenthenaar. 1850 (Online)
- Oratio de detrimento, quod neglectum historicum juris nostril stadium patriae Disciplinaeque Adulit. 1851 (Online, Rektoratsrede)
- Orationes academicae de historico Juris Neerlandii studio. Leiden und Amsterdam 1852 (Online)
- Oratio de muneris rectoris magnifici origine, eiusque creandi ratione diversis temporibus ac Locis Diversa. Leiden 1861 (Online, Rektoratsrede)
- Het Nederlandsche handelsregt. 1861–1869, 3. Bde.
- Nederlanders, Studenten te Heidelberg en te Geneve, sendert het Begin der Kerkhervorming. Leiden 1865
- Beiträge zur Literatur-Geschichte des Civil-Prozesses. Erlangen 1866 (Online)
- Misstelling en herstelling. Leiden 1867 (Online)
- De modus legendi abbreviaturas in utroque iure, oudste proeve eener Regtsencyclopedie uit de vijftiende Eeuw. Amsterdam 1868 (Online)